# Delhi Belly
Delhi Belly è un film indiano di Bollywood, diretto da Abhinay Deo,  uscito nel 2011.
Racconta le disavventure di tre giovani di Delhi, interpretati da Imran Khan, Vir Das e Kunaal Roy Kapur, che devono vedersela, senza volerlo, con la mafia locale.

## Trama
Tashi, Nitin e Arup sono tre giovani abitanti Delhi che condividono lo stesso appartamento.
Tashi dubita che la sua fidanzata sia la donna della sua vita, Arun è di fronte a una rottura sentimentale e ad un capo che li rovina la vita mentre Nitin ha dei problemi gastrointestinali, da qui il titolo del film, infatti "delhi belly" significa "diarrea del viaggiatore".
Ma tutto questo è niente rispetto ai problemi che si trovano ad avere per colpa della loro involontaria interferenza nel traffico della mafia locale.